# Fisetin

Strukturformel för fisetin.

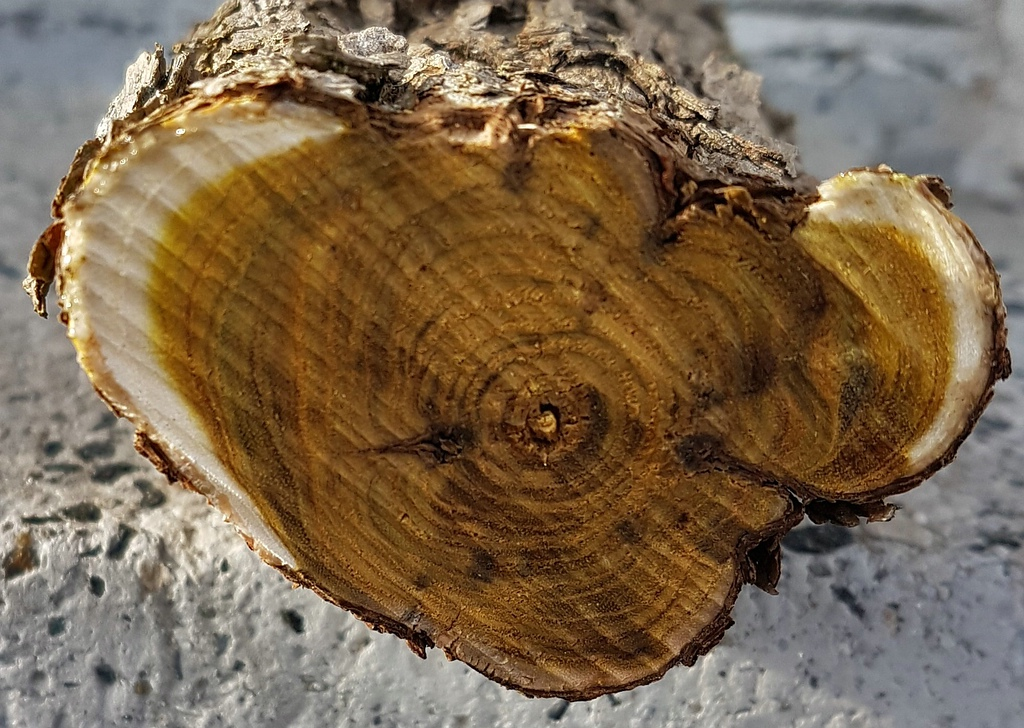
Namnet kommer från fisetträ - perukbuskens ved.

Fisetin (3,3',4'7-tetrahydroxiflavon eller IUPAC 2-(3,4-dihydroxifenyl)-3,7-dihydroxi-kromen-4-on) är en flavonol (en klass av flavonoider). Namnet kommer från veden av perukbusken, Cotinus coggygria (tidigare Rhus cotinus), vilken kallas "fisetträ" (på tyska "Fiset[t]holz") varur ämnet extraherades för att användas vid gul- eller brunfärgning av textilier (speciellt ylle) och läder. Färgen som erhålls med fisetin från denna "oäkta gulholts" ("ung fustik") är dock mindre beständig än den som fås med morin utvunnet ur "äkta gulholts" ("gammal fustik").
Fisetin förekommer hos många växter och flera av dem används som livsmedel, exempelvis äpplen, vindruvor, jordgubbar, gurka och matlök. Det har visats ha antioxidant, antiinflammatorisk och cancerförebyggande verkan. Studier har visat att fisetin dämpar cellers åldrande (senescens) hos möss och förbättrar långtidsminnet.
Fisetin är en (ställnings-)isomer till luteolin och kaempferol, och dessa har således samma summaformel: C15H10O6. Dess biosyntes är ej utredd, men resokaempferol (4',7-dihydroxiflavonol, eller 5-deoxikaempferol) har föreslagits vara prekursor.